# Alessia Mesiano
Alessia Mesiano (Latina, 7 dicembre 1991) è una pugile italiana.

## Palmarès
- Mondiali

Jeju 2014: bronzo nei 60 kg.
Astana 2016: oro nei 57 kg.
- Europei

Bucarest 2014: bronzo nei 57 kg.
- Campionati di pugilato dilettanti dell'Unione europea

Cascia 2017: oro nei 57 kg.